# Кюрзон, Поль Альфред де
Поль Альфред де Кюрзон (фр. Paul Alfred de Curzon; 1820—1895) — французский живописец, занимавшийся преимущественно пейзажем. Отец Анри де Кюрзона.

## Биография
Поль Альфред де Кюрзон родился в аристократической семье. Его дедом был генерал Жозеф-Эммануэль-Огюст-Франсуа де Ламбертье. Его старший брат, Эммануэль (1811—1896), был известным социологом.
Начал заниматься живописью в 1838 году под впечатлением от «Медеи» Эжена Делакруа, увиденной на Парижском салоне. В 1840 году он поступил в Национальную высшую школу изящных искусств и учился у Мишеля Мартена Дроллинга, затем перешёл в мастерскую Луи Каба. Дебютировал в Салоне в 1843 году.

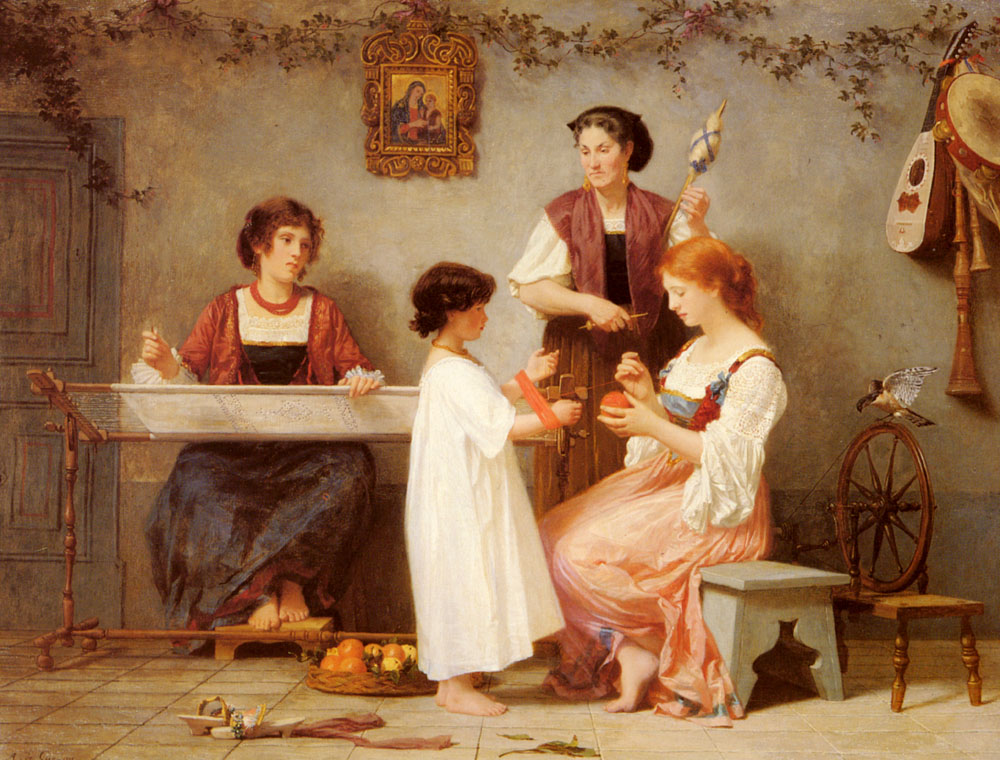
Послеобеденное времяпровождение

Путешествовал по Оверни, по берегам Луары и в других районах Франции, провёл несколько лет в Италии и посетил Грецию в обществе Теофиля Готье. Пользуясь этюдами, сделанными в этих путешествиях, писал картины и акварели, в которых, при мастерской технике, заметно стремление художника к идеализации и в результате этого некоторая условность в передаче натуры.
Его главные произведения: «Данте и Вергилий на берегу Чистилища» (1855; в Люксембургской галерее, в Париже), «Ecco fiori» (сцена из итальянской жизни, среди пейзажа; 1861), «Сбор винограда на острове Прочиде» (1864), «Воспоминание о Провансальском прибрежье Средиземного моря» (1874) и «Римская Кампанья» (1887).